# Raška (région)
Pour les articles homonymes, voir Raška.
La Raška (en serbe cyrillique : Рашка) ou Rascie est une région traditionnelle située au sud-ouest de la Serbie centrale, aux frontières du Monténégro. Elle est nommée après la principauté médiévale de Rascie, à partir de celle-ci est constitué le royaume de Serbie au XIIIe siècle. La partie méridionale de la Raška est également connue sous le nom de Sandžak (Sandjak).

## Géographie
La région s'étend entre les rivières Ibar et Lim, dans le sud-ouest de la Serbie, du Kosovo au sud-est le long de la frontière du Monténégro jusqu'à l'Herzégovine au nord-ouest. Pour l'essentiel, elle correspond à l'actuel district de Raška avec les zones adjacentes des districts de Zlatibor et de Moravica. 

## Histoire
Sous la domination byzantine, l'empereur Justinien Ier a fondé le siège épiscopal de Justiniana Prima en 535 qui devint le centre du pouvoir dans le nord de la péninsule des Balkans. La cité d'Arsa (Ras), qui se dresse à proximité, se développa en une résidence princière des joupans serbes, initialement sous la suprématie de l'Empire bulgare.
Au IXe siècle, sous le règne du prince Vlastimir, ancêtre de la dynastie des Vlastimirović, la région était le centre de l'État autonome serbe de Rascie (Raška), dont la capitale était la ville de Ras. Dérivé des habitants de l'ancienne Rascie le dénominatif des Rasciens désigne originellement l'ethnonyme attribué en hongrois (Rácok) et en allemand (Raizen) aux populations serbes et plus généralement slaves méridionaux. À partir de 1217, la Rascie fut le noyau du royaume de Serbie et du futur Empire serbe.
Entre 1918 et 1922, le district de Raška fut une unité administrative du royaume des Serbes, Croates et Slovènes, avec comme siège Novi Pazar. En 1922, fut formée une nouvelle subdivision connue sous le nom d'oblast de la Raška, avec comme siège Čačak. En 1929, cette unité administrative fut supprimée et son territoire réparti entre trois banovines (provinces) nouvellement créées.